# Calle Moneda
La calle Moneda es una vía arterial que cruza el centro de la ciudad de Santiago, Chile. Su tránsito va en dirección de oriente a poniente, y se extiende desde el cerro Santa Lucía al Parque Quinta Normal.
En la Colonia la calle se conocía con el nombre de calle Real. En 1785 se comenzó a construir el Palacio de La Moneda, destinado a la acuñación de monedas. La calle obtuvo su nombre definitivo en 1817 cuando se acuñaron las primeras monedas del Chile independiente.
En esta calle se ubican también importantes edificios históricos y sedes nacionales administrativas del Gobierno de Chile, como el Ministerio Secretaría General de la Presidencia, la Superintendencia de Bancos e Instituciones Financieras, la Superintendencia de Servicios Sanitarios, la Academia Diplomática de Chile, el Palacio Larraín Mancheño y el Edificio Díaz, el segundo rascacielos de Santiago.